# Panorama Towers
Las Torres Panorama es un complejo residencial en Las Vegas, Nevada. Actualmente las torres Panorama I y II están completadas y la III está casi por terminar, y la IV aún no empieza su construcción. El complejo fue diseñado por los arquitectos Klai Juba.
La torre Panorama I fue completada en 2006. Tiene 33 pisos 128 metros (420 pies) de altura. La torre Panorama II fue completada en 2007, también con 33 pisos y 128 metros de altura. Las torres están en el puesto 25 de los edificios más alto en Las Vegas.
Panorama Tower III está casi por terminar y se inaugurará en el 2009. Tendré 147 metros (483 pies) de altura y 43 pisos.
Panorama Tower IV es una propuesta. Si se construye tendría 44 pisos y 168 metros (550 pies) de altura.